# توملينسون هولمان
توملينسون هولمان (بالإنجليزية: Tomlinson Holman)‏ هو مهندس أمريكي، ولد في 8 يونيو 1946.

## وصلات خارجية
- توملينسون هولمان على موقع IMDb (الإنجليزية)
- توملينسون هولمان على موقع إن إن دي بي (الإنجليزية)
- توملينسون هولمان على موقع ديسكوغز (الإنجليزية)